# 합천군의회
합천군의회는 경상남도 합천군 지역을 관할하는 기초의회이다.